# Cicindela olivacea
Cicindela olivacea är en skalbaggsart som beskrevs av Maximilien de Chaudoir 1854. Cicindela olivacea ingår i släktet Cicindela och familjen jordlöpare. Inga underarter finns listade i Catalogue of Life.